# Конечна, Анета
Ане́та Регина Пасту́шка-Коне́чна (пол. Aneta Regina Pastuszka-Konieczna; 11 мая 1978, Кросно-Оджаньске) — польская гребчиха-байдарочница, выступала за сборную Польши в середине 1990-х — начале 2010-х годов. Серебряная и дважды бронзовая призёрша летних Олимпийских игр, двукратная чемпионка мира, шестикратная чемпионка Европы, победительница многих регат национального и международного значения.

## Биография
Беата Пастушка родилась 11 мая 1978 года в городе Кросно-Оджаньске Любуского воеводства. Активно заниматься греблей на байдарках начала в раннем детстве, проходила подготовку в Познани в местном спортивном клубе «Поснаниа-Домару».
Уже в возрасте восемнадцати лет прошла отбор на летние Олимпийские игры 1996 года в Атланте — стартовала в полукилометровой гонке одиночных байдарок, сумела дойти до финала, но в решающем заезде финишировала лишь девятой.
Первого серьёзного успеха на взрослом международном уровне добилась в 1999 году, когда попала в основной состав польской национальной сборной и побывала на чемпионате Европы в хорватском Загребе, где одержала победу во всех трёх женских дисциплинах, в которых принимала участие: в двойках на дистанциях 200, 500 и 1000 метров. Кроме того, в этом сезоне съездила на чемпионат мира в Милане и четырежды поднималась там на пьедестал почёта, получила серебро в двойках на двухстах метрах, золото в двойках на пятистах метрах, а также бронзу в четвёрках на двухстах и пятистах метрах.
На домашнем европейском первенстве 2000 года в Познани Пастушка стала победительницей в зачёте двухместных байдарок в гонках на 200 и 500 метров, тогда как на километре вынуждена была довольствоваться бронзой. Благодаря череде удачных выступлений удостоилась права защищать честь страны на Олимпийских играх в Сиднее — вместе с напарницей Беатой Соколовской завоевала в двойках на пятистах метрах бронзовую медаль, пропустив вперёд только экипажи из Германии и Венгрии, в то время как в четвёрках на пятистах метрах показала в решающем заезде четвёртый результат, немного не дотянув до призовых позиций.
В 2001 году на чемпионате Европы в Милане Пастушка выиграла бронзовые медали в двойках и четвёрках на двухстах метрах. Позже на чемпионате мира в Познани добавила в послужной список две серебряные награды, полученные в двойках на двухстах и пятистах метрах, и бронзовую в четвёрках на двухстах метрах. Год спустя на первенстве континента в венгерском Сегеде пополнила медальную коллекцию сразу четырьмя наградами, в том числе взяла серебро в одиночках на двухстах метрах, второе серебро в двойках на двухстах метрах, золото в двойках на пятистах метрах и бронзу в четвёрках на пятистах метрах. При этом на первенстве мира в испанской Севилье удостоилась серебра в двухсотметровой гонке двухместных экипажей и золота в километровой гонке четырёхместных экипажей.
Ещё через год на мировом первенстве в американском Гейнсвилле трижды становилась бронзовой призёршей, заняв третье место в таких дисциплинах как К-1 500 м, К-2 200 м и К-4 200 м. Будучи в числе лидеров гребной команды Польши, благополучно прошла квалификацию на Олимпийские игры 2004 года в Афинах — в паре с той же Соколовской повторила успех четырёхлетней давности, вновь выиграла бронзу в двойках на пятистах метрах — вновь её обошли спортсменки из Венгрии и Германии. Помимо этого, выступила в одиночках на пятистах метрах, но остановилась на стадии полуфиналов, где была дисквалифицирована.
После афинской Олимпиады Анета Пастушка осталась в основном составе польской национальной сборной и продолжила принимать участие в крупнейших международных регатах, уже под фамилией мужа Конечна. Так, в 2005 году она побывала на мировом первенстве в Загребе, откуда привезла награду серебряного достоинства, выигранную в зачёте четырёхместных байдарок на дистанции 500 метров. Спустя два года в тех же дисциплинах получила бронзу на чемпионате Европы в испанской Понтеведре и на чемпионате мира в немецком Дуйсбурге. В 2008 году отправилась представлять страну на Олимпийских играх в Пекине — в паре с новой напарницей Беатой Миколайчик завоевала в двойках на пятистах метрах серебряную медаль, уступив только венгерскому экипажу Каталин Ковач и Наташи Янич. Была близка к медалям и в четвёрках на пятистах метрах, заняла в итоге четвёртое место.
В 2010 году Конечна выиграла бронзовую медаль на домашнем чемпионате мира в Познани, среди байдарок-четвёрок на пятистах метрах. Год спустя получила серебро на европейском первенстве в Белграде, в двойках на пятистах метрах, и две бронзовые медали на мировом первенстве в Сегеде, в двойках на пятистах метрах и в эстафете 4 × 200 м. В возрасте тридцати четырёх лет отобралась на пятую в своей карьере Олимпиаду, Олимпиаду 2012 года в Лондоне, где стартовала в двух женских дисциплинах: заняла десятое место в полукилометровой программе одиночных байдарок и четвёртое место в полукилометровой программе четырёхместных байдарок. Вскоре по окончании этих соревнований приняла решение завершить карьеру профессиональной спортсменки, уступив место в сборной молодым польским гребчихам.
За выдающиеся спортивные достижения награждена золотым Крестом Заслуги (2000), кавалерским рыцарским крестом Ордена Возрождения Польши (2004), офицерским крестом Ордена Возрождения Польши (2008),.